# 2692 Chkalov
2692 Chkalov este un asteroid din centura principală, descoperit pe 16 decembrie 1976, de Liudmila Cernîh.